# Hugo von Radolin
Le comte, puis après 1888, prince Hugo Julius Raoul Eduard Leszczyc von Radolin, né le 1er avril 1841 à Posen et mort le 12 juillet 1917 au château de Jarotschin, est un diplomate allemand qui fut ambassadeur à Paris.

## Biographie

### Famille
Hugo von Radolin descend d'une famille de la haute noblesse de Posnanie, les Radolin (de). Son père, le comte Emmerich Ladislaus (1808-1879), a le titre de chambellan à la cour de Prusse et siège à la chambre des seigneurs de Prusse. Il est seigneur des domaines de Jarotschin (avec son château néogothique) et de Radolin.
Hugo von Radolin épouse à Londres, en 1863, Lucy Katharina Wakefield (1841-1880), fille d'un officier britannique. Après son veuvage, il épouse à Oberglogau en secondes noces en 1892 Johanna von Oppersdorf (de) (1864-1947), fille du comte Hans Georg von Oppersdorff (de) et de son épouse, née Élisabeth de Talleyrand-Périgord.
Hugo von Radolin est à la tête du fidéicommis de Jarotschin dans l'arrondissement de Pleschen (de).
De son premier mariage, il a:

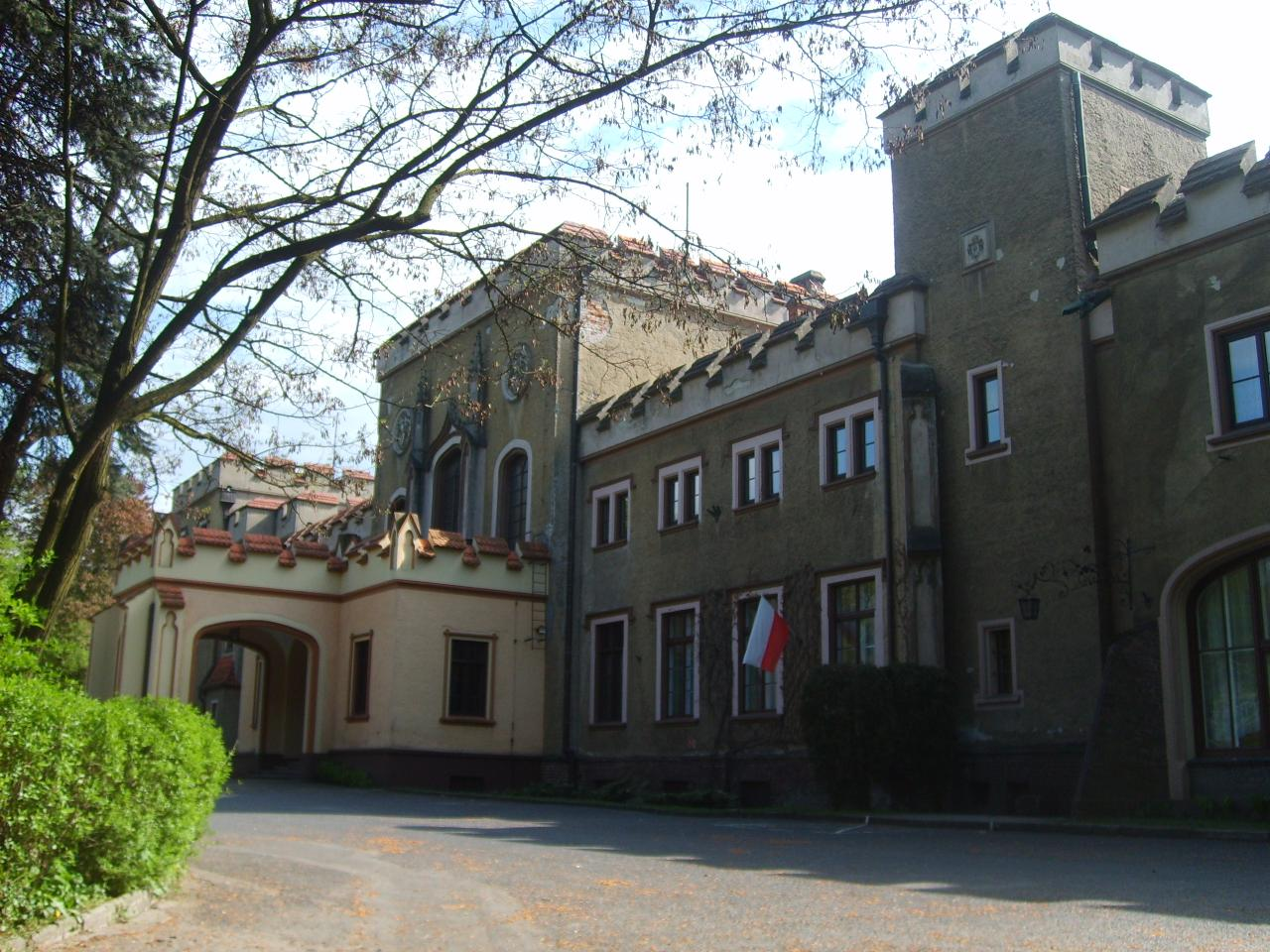
Vue du château de Jarotschin (aujourd'hui Jarocin)

- Alfred (1864-1910) qui épouse la comtesse Elisabeth von Königsmarck
- Lucy (1872-1965), future dame d'honneur à la Cour de Bavière, qui épouse le comte Karl von Moy de Sons (1863-1932), diplomate

De son second mariage, il a:
- Johannes-Hugo (1894-1965) qui devient héritier du fidéicommis
- Peter (1898-?) qui épouse la comtesse Elisabeth Coronini von Cronberg

### Carrière
Hugo von Radolin étudie le droit et l'administration publique à Bonn et à Berlin et fait son service militaire volontaire en 1860-1861 au 7e régiment de hussards de Bonn. Il est lieutenant de réserve en 1862. Il entre dans la diplomatie du royaume de Prusse en 1866, étant d'abord attaché à Florence entre 1866 et 1868, puis conseiller de légation à Paris et à Stuttgart. Pendant la guerre de 1870, il travaille à l'état-major des troupes d'occupation à Paris. Il est nommé conseiller de légation à Madrid en 1874 et à la fin de l'année à Dresde à la cour de Saxe. De 1876 à 1881, il est premier secrétaire à Constantinople, puis travaille au bureau politique des Affaires étrangères de la Wilhelmstraße. En 1882, le comte von Radolin est nommé envoyé plénipotentiaire au grand-duché de Saxe-Weimar. Entre-temps, il hérite du siège paternel à la chambre des seigneurs de Prusse.
Entre 1884 et 1888, le comte von Radolin est maréchal de la Cour (puis haut-maréchal de la Cour du Kronprinz). Le chancelier Bismarck n'est pas en bons termes au début avec Radolin à cause de ses origines polonaises, puis lui reconnaît de la loyauté, à tel point que Franz von Roggenbach exprime l'opinion qu'il était un espion de Bismarck au palais du couple princier. En fait, il est loyal aussi bien à l'égard du chancelier qu'à l'égard du Kronprinz et de son épouse. Radolin est ami de Friedrich von Holstein et, comme lui et le prince héritier, il est favorable à un rapprochement avec la Grande-Bretagne, alors qu'il est sceptique à propos de la politique bismarckienne favorable à la Russie. Contre l'avis de l'impératrice Victoria, il informe le nouveau Kronprinz Guillaume que la maladie de son père est incurable. Hugo von Radolin fréquente le salon diplomatique de la princesse Radziwill, née Castellane.
Guillaume II l'élève au titre de prince à son avènement en 1888, puis le nomme conseiller secret et grand-maître de la Cour (Obersthofsmeister). Le prince von Radolin retrouve le service diplomatique en 1892 et bénéficie de l'appui du Kaiser et de Friedrich von Holstein. Il est d'abord ambassadeur à la Sublime Porte, puis à partir de 1895 ambassadeur à Saint-Pétersbourg. Il n'est pas en bons termes avec l'aristocratie pétersbourgeoise, en particulier avec la grande-duchesse Wladimir (pourtant allemande de naissance), proche de l'ambassadrice d'Autriche-Hongrie et doit s'excuser pour un vif échange de propos avec elle en présence de l'impératrice Alexandra qui obtient son renvoi. À son retour à Berlin, le Kaiser le décore de l'ordre de Hohenzollern.
Ensuite, il est pendant neuf ans ambassadeur à Paris entre 1901 et 1910. Il est reçu par la haute société parisienne, notamment au salon de la comtesse de Fitz-James, et favorise un vain rapprochement entre la France et l'Allemagne. Ensuite, le prince prend sa retraite.